# Добровольчі сили національної оборони (Литва)
Добровольчі сили національної оборони або ДСНО (лит. Krašto apsaugos savanorių pajėgos (KASP), попередньо лит. Savanoriškoji krašto apsaugos tarnyba (SKAT)) — компонент Збройних сил Литви, що спирається на сили резервістів, важливий чинник державної безпеки та оборони країни. Добровольчі сили були офіційно створені 17 січня 1991 року законом Верховної ради Литви про добровольчу службу національної оборони, який заклав підвалини створення Добровольчої служби національної оборони. Це легалізувало вже існуючі добровольчі формування, які почали виникати від 1990 року. Добровольча служба національної оборони була реорганізована в Добровольчі сили національної оборони. В 2003 році Добровольчі сили були включені до складу Сухопутних військ. Завдання добровольчих формувань змінилися відколи Литва стала повноправним членом НАТО: підхід територіальної оборони був змінений на територіальну оборону та підготовку сучасного активного резерву. У складі сил налічується близько 5000 добровольців та близько 800 професійних солдатів.

## Історія
Станом на кінець 1991 року всі підрозділи системи національної оборони були сформовані на добровольчій основі.
11 січня 1991 кілька сотень захисників Парламенту склали присягу на вірність Литовській Республіці та за підтримки суспільства почали підготовку до можливого нападу на будівлю Верховної Ради Литви (на даний час Парламент Литви). Інші добровольці долучилися до підрозділів оборони Президентського палацу, Вільнюської телевежі та інших стратегічних об'єктів, коли Радянський Союз намагався скинути законодавчі органи Литви та відновити окупаційний режим в січні 1991 року.
17 січня 1991 року Верховна Рада Литви прийняла закон про Добровольчу службу національної оборони, який став основою для створення для Добровольчої служби національної оборони (ДСНО).
В березні 1991 року було створено штаб ДСНО, оперативний взвод та навчальний центр ДСНО, також 200 підрозділів розміру роти були організовані у 8 регіонів територіальної оборони. Відповідно до наказу Генерального директора Департаменту національної оборони, полковник Йонас Гецас був призначений начальником штабу Добровольчої служби національної оборони.
21 серпня 1991 року під час серпневої спроби перевороту в Радянському Союзі на захисті Верховної Ради Литви загинув при виконанні обов'язку службовець-доброволець Артурас Сакалаускас.
Після поразки путчу, підрозділи ДСНО отримали наказ блокувати Радянські сили щоб не допустити до них підсилення із залученням військ з Росії в Литві. На той час було обладнано 44 блокпости на яких постійно чергували 201 член ДСНО. На кінець 1991 року Волонтерські сили взяли під свій контроль і приступили до захисту національних стратегічних активів.
Добровольчі підрозділи надавали підтримку цивільним органам влади в разі природних або техногенних катастроф. Влітку 1992 року тисячі добровольців допомагали боротися з пожежами в лісистих районах та на торфовищах; вони брали участь у очищенні небезпечного розливу на річці Німан після екологічної катастрофи в Росії і Білорусі. Вони також брали участь у подоланні наслідків від повені в дельті Німана в західній частині Литви. протягом візиту Папи Івана Павла II до Литви в 1993 році тисячі добровольців допомогли поліції підтримувати громадський порядок.
Добровольчі підрозділи брали участь в перших військових навчаннях організованих збройними силами Литви включаючи перші спільні військові навчання Safeguard '93, Wind of Spring (1997—1998), Baltic Challenge (1998), серію Amber Hope.
Станом на 1994 рік члени добровольчих сил брали участь в міжнародних миротворчих місіях.
В 1998 році Добровольча служба національної оборони (SKAT) була реорганізована, як Добровольчі сили національної оборони, (KASP) та були включені до складу литовських збройних сил.
Від 2004 року литовський драгунський батальйон Великого князя Бутигейда був включений до складу добровольчих сил.
Від 1 липня 2005 року 9-й територіальний загін Військова округа Кейстутіс добровольчих сил був переформований. Його підрозділи та особовий склад були перепідпорядковані 3-му територіальному загону Військової округи «Жемайти» та 2-му територіальному загону Військової округи «Дарюс та Гіренас».
Від 1 вересня 2005 року 4-й територіальний загін Військової округи Таурас було переформовано. Його підрозділи та особовий склад були перепідпорядковані 1-му територіальному загону Військової округи «Дайнава» та 2-му територіальному загону Військової округи «Дарюс та Гіренас».

## Структура
- 1-й територіальний загін Військова округа «Дайнава», Алітус;
- 2-й територіальний загін Військова округа «Дарюс та Гіренас», Каунас;
- 3-й територіальний загін Військова округа «Жемайти», Клайпеда;
- 5-й територіальний загін Військова округа «Витіс», Паневежис;
- 6-й територіальний загін Військова округа «Воскресіння», Шяуляй; (відновлено в жовтні 2011 року)
- 8-й територіальний загін Військова округа «Велика боротьба», Вільнюс;

## Функції
Завдання ДСНО полягають в підготовці добровольців та інших членів активного резерву, підрозділів ДСНО для виконання завдань з територіальної та колективної оборони, підготовки та проведення міжнародних операцій, охорони важливих об'єктів оборонної інфраструктури, державних та муніципальних адміністрацій, та надання допомоги під час природних лих та катастроф.

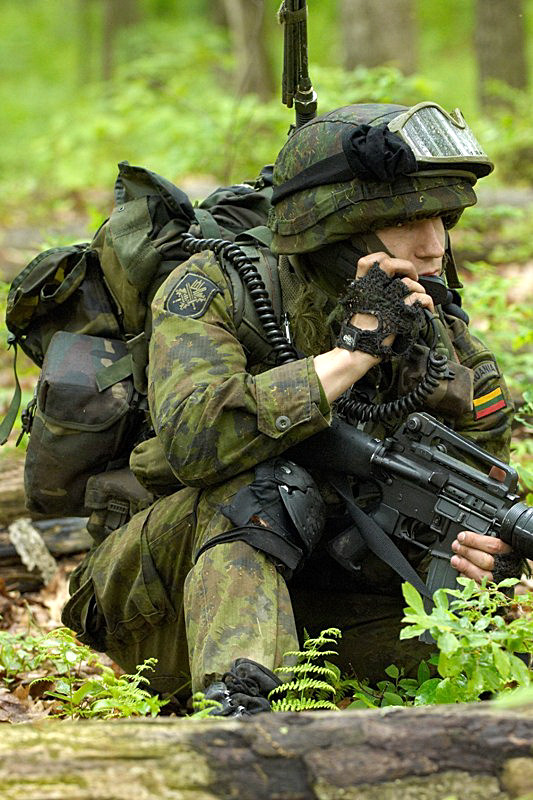
Солдат добровольчих сил національної оброни на навчаннях.

1. забезпечення підготовленого персоналу для збройних сил Литви, шляхом переведення їх на рівень вищої готовності або розгортання до багатонаціональних операцій;
2. підготовка спеціалістів різних польових та піхотних підрозділів до рівня роти міжнародного розгортання;
3. бере участь у наданні підтримки країні-господаря силам НАТО або окремих союзників;
4. виконують завдання мирного часу визначені законодавством;
5. планують та проводять військову підготовку солдатів-добровольців;
6. розвиває співпрацю з відповідними організаціями в інших країнах відповідно до питань підготовки до бойових дій ДСНО;
7. надає підтримку урядовим та муніципальним установам у порядку, встановленому законодавчими актами;
8. виконує завдання охорони життєво важливих об'єктів оборонної інфраструктури, держави та муніципалітетів;
9. представляє збройні сили Литви в суспільстві: зміцнює зв'язок між громадою та збройними силами, організовує та проводить військово-патріотичне виховання молоді, підтримує тісні зв'язки з місцевою громадою, бере участь у громадському житті, фестивалях та заходах у межах його сфери;
10. несе відповідальність за доставку технічного забезпечення та постачання для підвідомчих підрозділів, контролює споживання поставок;
11. організовує технічне обслуговування та ефективне й економне використання відповідно до завдань військ ДСНО та іншого обладнання та інших активів;
12. готує солдатів ДСНО і надає їм відповідні умови служби;
13. виконує інші функції, пов'язані з завданнями ДСНО, якщо це передбачено законами або іншими правовими актами.

## Оснащення

### Стрілецька та піхотна зброя
- Colt M1911

- Heckler & Koch G36 KA
- AK 4MT

- FN MAG
- MG 3

- Carl Gustaf
- AT4

### Автотехніка
- ГАЗ-66
- ЗІЛ-131
- Mercedes Benz 1213
- Unimog

### Авіація
- Як-55

## Командування
- полковник Артурас Ясінскас